# 誠明獎
誠明獎始於1981年，是香港中文大學新亞書院的最高榮譽獎，授予有傑出成就的畢業班學生。

## 章則
新亞書院1981年開始頒發誠明獎，誠明獎乃該院之最高榮譽獎，得獎人可獲獎狀及獎牌各一，另獎金港幣四萬元。 若得獎人超逾一名，獎金將平均頒予各得獎人。
獲獎者須具下列條件： (1) 必須為應屆畢業生並考獲二級甲等或以上成績 (2) 學業成績優異（歷年總平均積點不低於 3.3） (3) 品行良好 (4) 有傑出的學術表現 (5) 熱心服務社會或具超卓的領導才能。如有需要，獎助學金委員會將邀請候選同學參加遴選面試。

## 誠明獎領受人
- 1981年 陳榮開（歷史）、林博生（經濟）、邵鵬柱（生物）、鄧偉明（中文）[3]
- 1982年 馮嘉詠（人事管理）、胡麗珠（生物）[3]
- 1983年 劉淑芳（人類學）[3]
- 1984年 陳仕傑（藝術）[3]
- 1985年 （無合適領受人）
- 1986年 周敬流（生物）、黃燕玲（社會學）[3]
- 1987年 沈惠珠（英文）、王良和（中文）[3]
- 1988年 陳立思（新聞與傳播）[3]
- 1989年 葉菁華（新聞與傳播）、吳卓婷（工商管理）、賴振輝（生物）[3]
- 1990年 吳貴亨（新聞與傳播）、周兼善（英文）[3]
- 1991年 賴梅珍（新聞與傳播）、駱偉成（生物學）、吳志強（工商管理）[3][4]
- 1992年 楊錚強（電子工程學）、李奉儀（醫學）[3]
- 1993年 魏凱欣（新聞與傳播）、黃志偉（工商管理）[3]
- 1994年 雍進（新聞與傳播）、司徒玉兒（生物學）[3]
- 1995年 林美茵（新聞與傳播）、李偉儀（人類學）[3]
- 1996年 鄺玉儀（心理學）、蕭偉業（經濟）[3]
- 1997年 羅莘桉（經濟）、鄧小虎（哲學）[3]
- 1998年 周智海（藥劑）、李敏儀（翻譯）[3]
- 1999年 方東昇（新聞與傳播）、王智源（社會工作）、李賜惠（工商管理）[3]
- 2000年 莊金隆（醫學）、鄧碧雯（工商管理）[3]
- 2001年 劉仁斌（物理）、楊杰玲（中文）[3]
- 2002年 謝嘉臣（政治與行政學）[3]
- 2003年 鄭浩廷（訊息工程）[3]
- 2004年 陸詠詩（新聞與傳播）、歐陽靖民（訊息工程）
- 2005年 趙正偉（翻譯）、戴遠雄（哲學）[3]
- 2006年 羅燕玲（中文）、梁佩雯（新聞與傳播）[3]
- 2007年 陳洛輝（人類學）
- 2008年 靳清揚（哲學）
- 2009年 郭文德（歷史）、李笑燕（化學）
- 2010年 潘振宇（保險、財務與精算學）、劉冉（社會學）
- 2011年 何欣容（心理學）、吳森雋（工商管理）[5]
- 2012年 鄧俊賢（環球商業學）[6]
- 2013年 郭志（政治與行政學）[7]
- 2015年 盧析慧（法律）、賴淑敏（翻譯）[8]
- 2016年 洪菲雅（社會工作）[9]
- 2017年 曾芷君（翻譯）[10]
- 2018年 梁卓怡（法律）、鄭主軒（英國語文研究及英國語文教育）
- 2019年 李謙諾（中文）、蔡雪柯（當代中國研究）
- 2020年 潘君怡（新聞與傳播學）、曾樂檳（歷史）
- 2021年 張凱婷（藝術）、蕭垚靚（生物化學）
- 2022年 無合適領受人
- 2023年 李浩洋（哲學）、黃清楊（護理學）

## 外部連結
- 《明報》記者得新亞誠明獎 （页面存档备份，存于）
- 歷史優異生 （页面存档备份，存于）